# Parrocchia di Franklin
La parrocchia di Franklin (in inglese Franklin Parish) è una parrocchia civile dello Stato della Louisiana, negli Stati Uniti d'America. La popolazione al censimento del 2000 era di 21 263 abitanti. Il capoluogo è Winnsboro.

## Geografia
La parrocchia si trova nel nord-est dello Stato. Si tratta di un territorio prevalentemente agricolo.

### Parrocchie confinanti
- Parrocchia di Richland - nord/nord-ovest
- Parrocchia di Madison - nord-est
- Parrocchia di Tensas - sud-est
- Parrocchia di Catahoula - sud
- Parrocchia di Caldwell - sud-ovest

## Storia
La parrocchia fu creata nel 1843 da parti delle parrocchie di Ouachita, Catahoula e Madison. Fu chiamata così in onore di Benjamin Franklin.

## Comuni[5]
- Baskin - village
- Gilbert - village
- Winnsboro (capoluogo) - city
- Wisner - town